# Roesleria
Roesleria är ett släkte av svampar. Roesleria ingår i familjen Roesleriaceae, klassen Dothideomycetes, divisionen sporsäcksvampar och riket svampar.
| Roesleria | \| \| Roesleria subterranea \| \| \| \| |
|           | \| \| Roesleria subterranea \| \| \| \| |
|           | Roeslerina                              |
|           |                                         |
|           | Roesleria subterranea                   |
|           |                                         |

|  | Roesleria subterranea |
|  |                       |